# Антоніо Абондіо
Антоніо Абондіо (італ. Antonio Abondio) також Абунді, аббондіно (Abundi, Abbondino), 1538, Ріва дель Гарда — 3 травня 1591, Відень — уславлений скульптор, медальєр 16 століття, італієць за походженням.

## Життєпис
Народився в Ріва дель Гарда. Походив із дворянського стану, але представники роду мали художні здібності і працювали також як скульптори і церковні діячі. Близькість до мистецтва представників роду наблизила і талановитого підлітка до вивчення різних художніх технік. Особливо вдало він опанував працю з восковими моделями, дрібною пластикою і створенням чеканів для монет і медалей.
В період 1552–1565 років працював в Італії. Згодом про майстра довідався імператор Священної Римської імперії німецької нації Максиміліан ІІ і запровив на службу до себе. Антоніо Абондіо працював в Відні як портретист і медальєр. По смерті імператора був залишений при дворі нового імператора Рудольфа ІІ, працював в місті Прага, куди перебрався Рудольф ІІ разом із двором. Прага на той час стала відомим мистецьким центром маньєризму зі значним впливом стриманого мистецтва Нідерландів. Тому внесок в розвиток раннього європейського бароко такої обдарованої особистості як Антоніо Абондіо був не такий значний, як у Адріана де Вріса чи Джузеппе Арчімбольдо.
Італієць за походженням, Антоніо Абондіо практично натуралізувався в Австрії і увійшов в коло інтернаціональних європейських митців доби маньєризму. Син Антоніо Абондіо (Алессандро Абондіо) продовжив працю батька в Австрії і пошлюбився з донькою художника Ханса фон Аахена.
Помер в місті Відень 1591 року.

## Творчий спадок на 21 ст

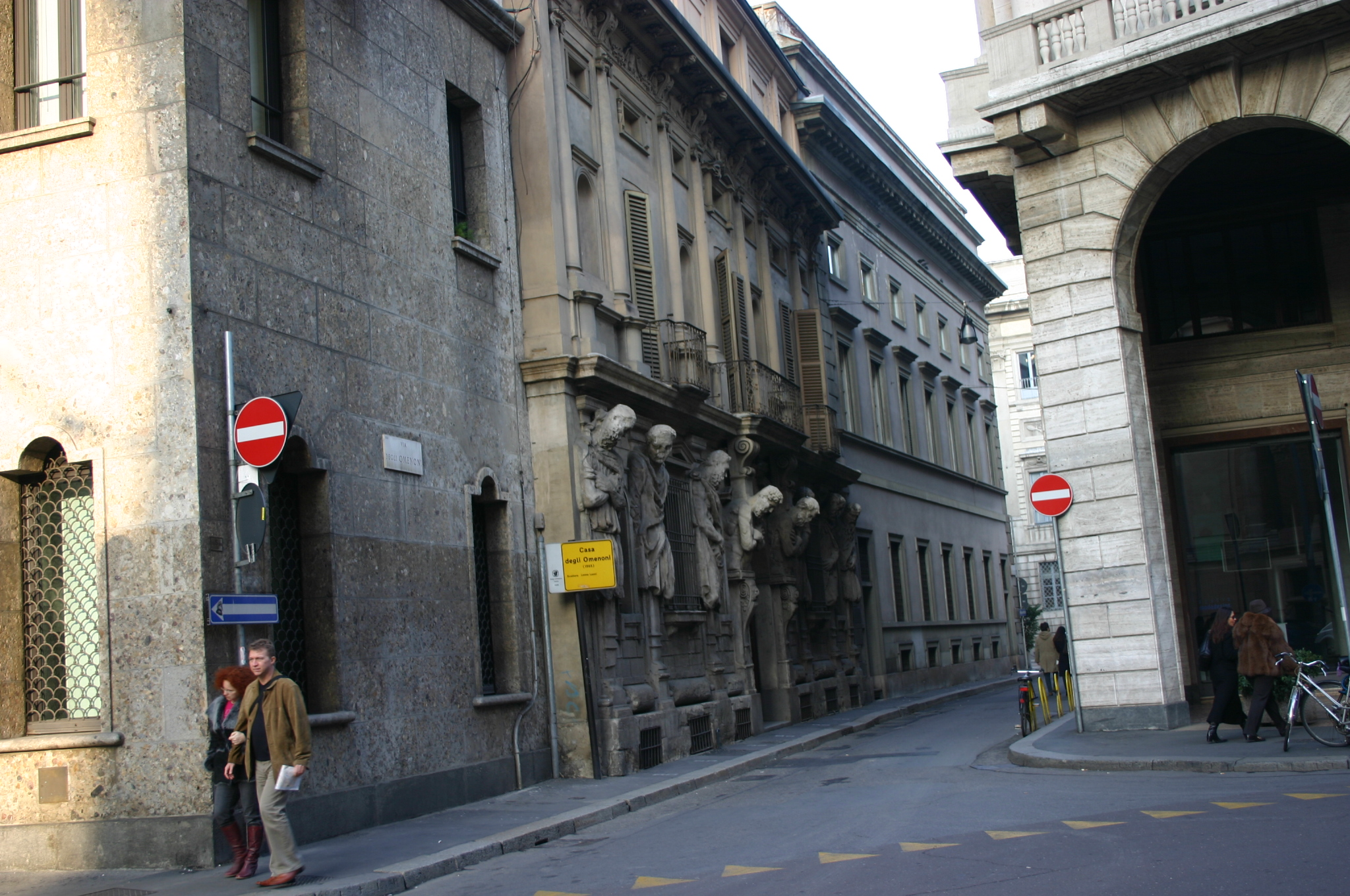
Каза дельї Оменоні.

До 21 століття збережено тринадцять портретів із віску та близько шістдесяти медалей роботи Антоніо Абондіо. Серед скульптур, великих за розмірами, атланти на фасаді палацу Каза дельї Оменоні (Мілан), котрий належав родині другого італійського скульптора Леоне Леоні.
Автор медалей та монетних штемпелів з зображеннями імператорів Рудольфа II і Максиміліана II, а також членів їх родин (ерцгерцогів Карла, Ернста, Максиміліана, Маттіаса, Альберта, Венцеслава та придворних. Відомий унікальний дарувальний пфенніг 1572 року, який Абондіо зробив на честь герцога Баварського Вільгельма V. На монетах і медалях ставив знаки «A.A.» чи «AN: AB».

## Вибрана галерея творів

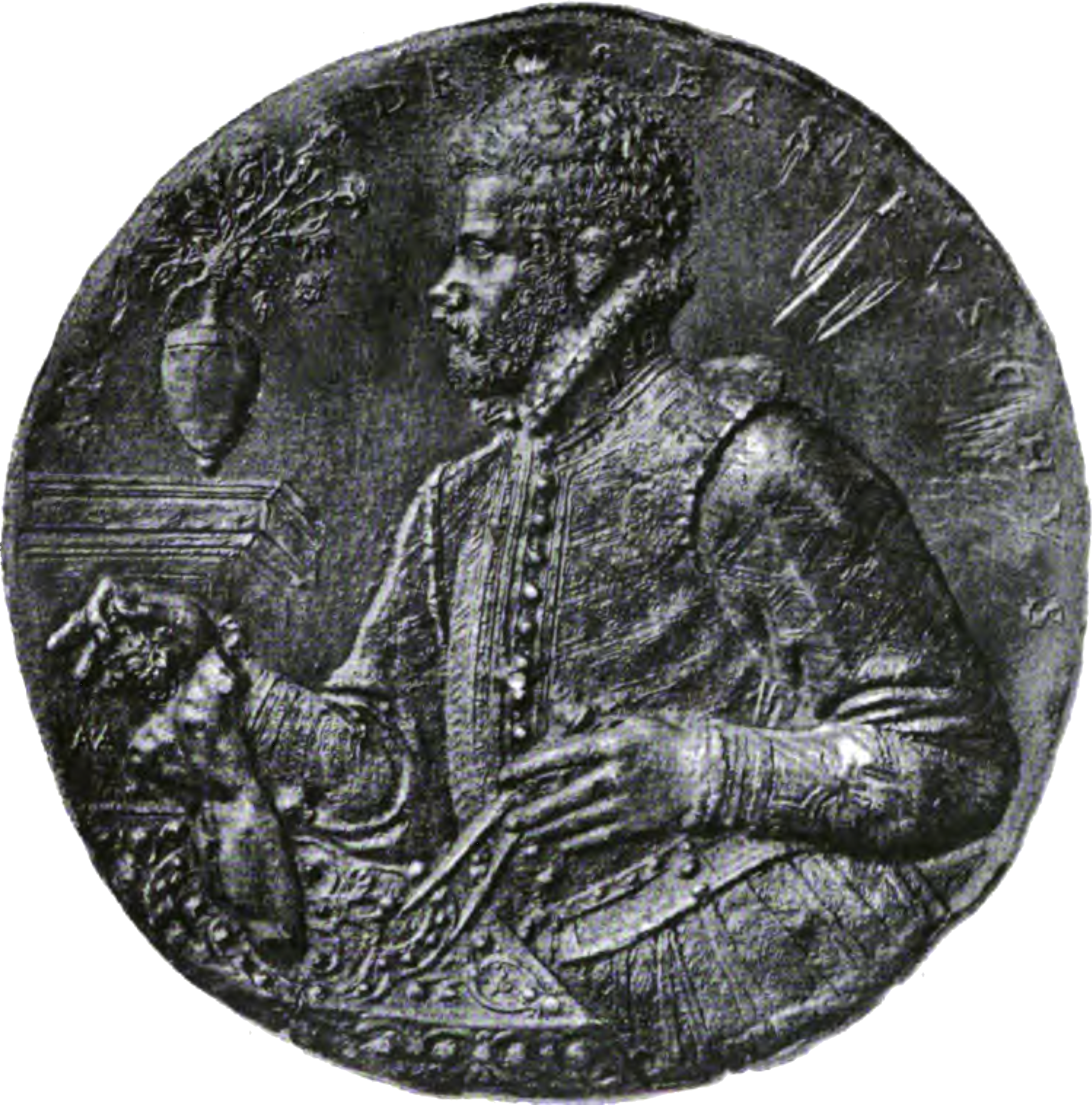
«Невідомий з циркулем і скульптурою»
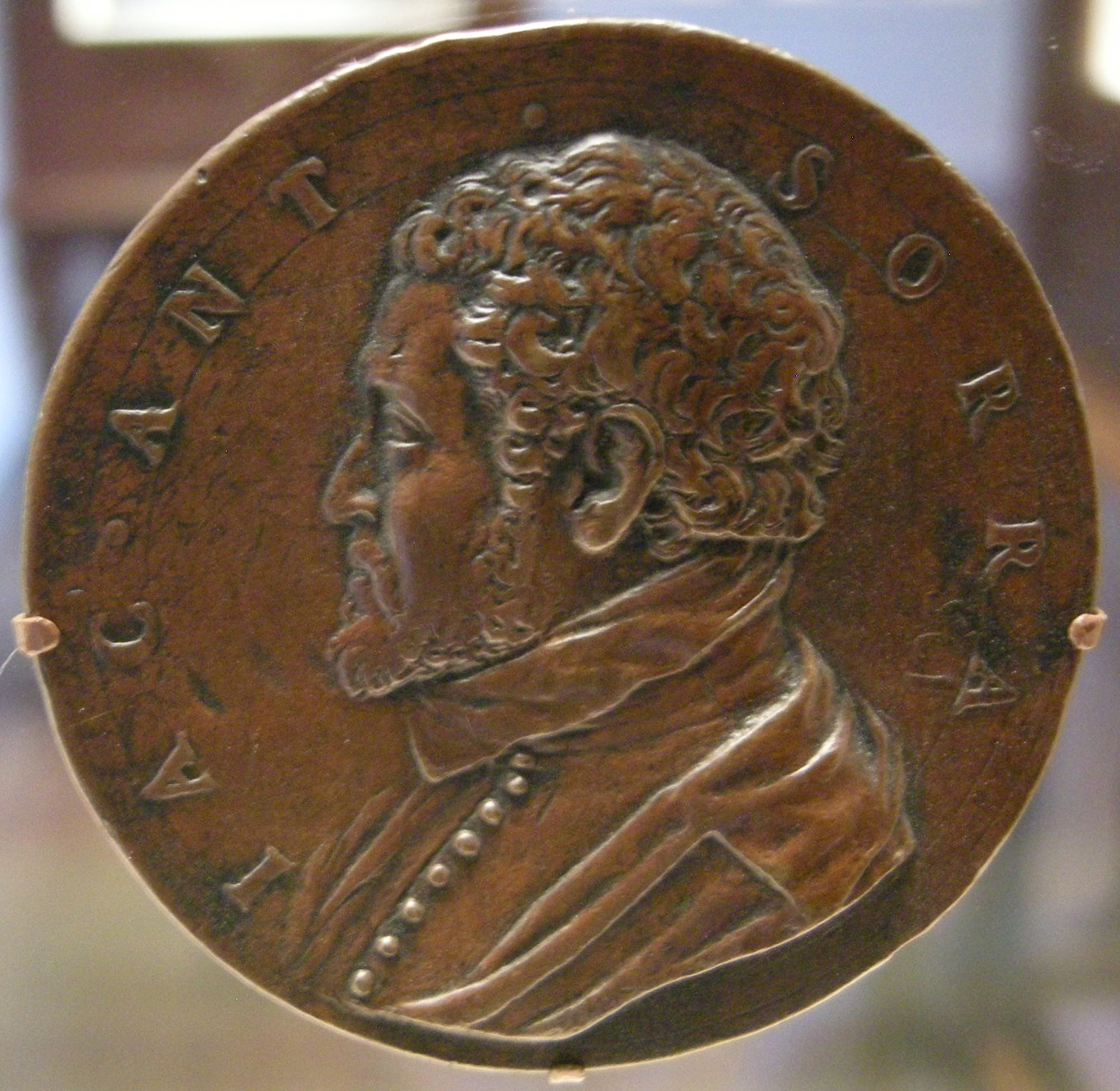
«Якопо Антоніо Сорра», 1561 р.
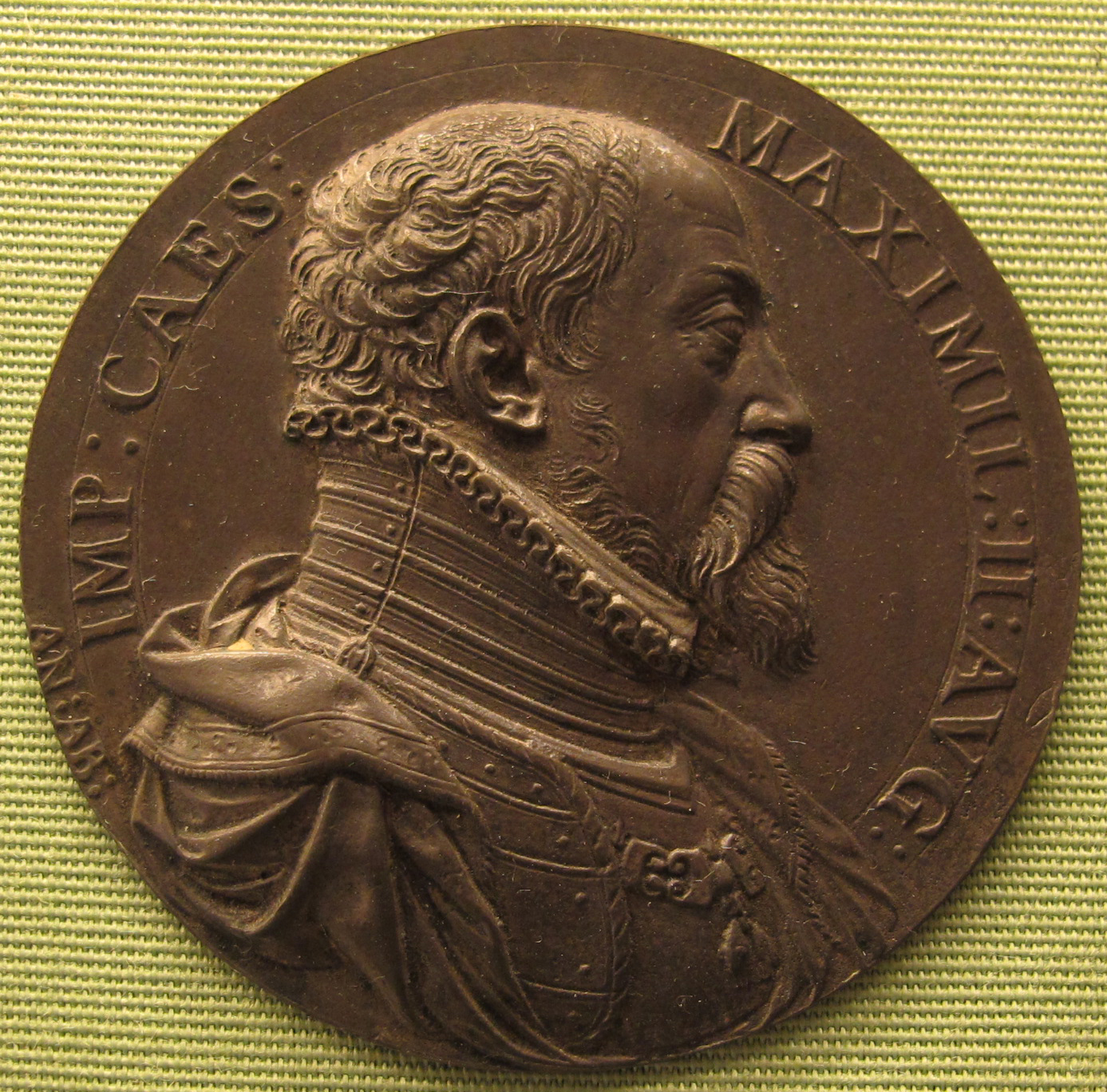
«Імператор Максиміліан ІІ», 1575 р.
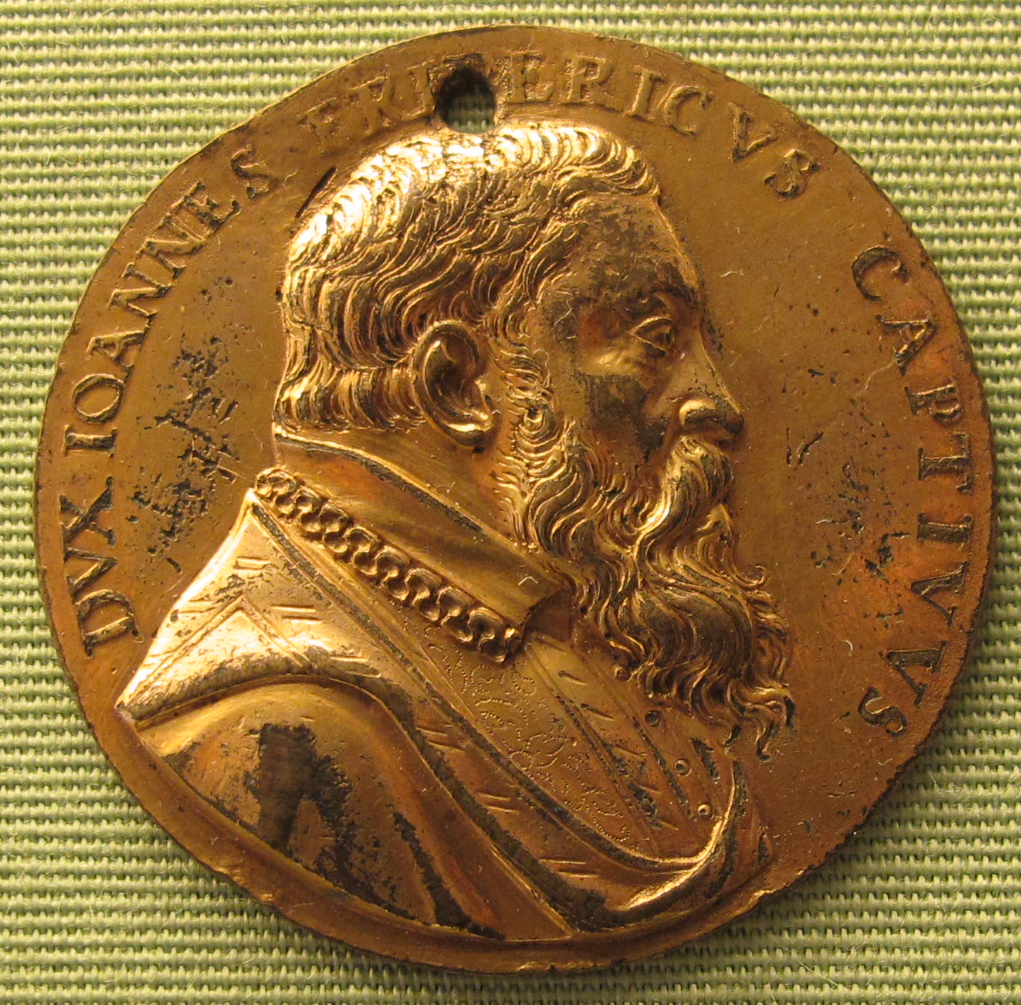
«Йоган Фрідріх фон Саксен», 1576 р.
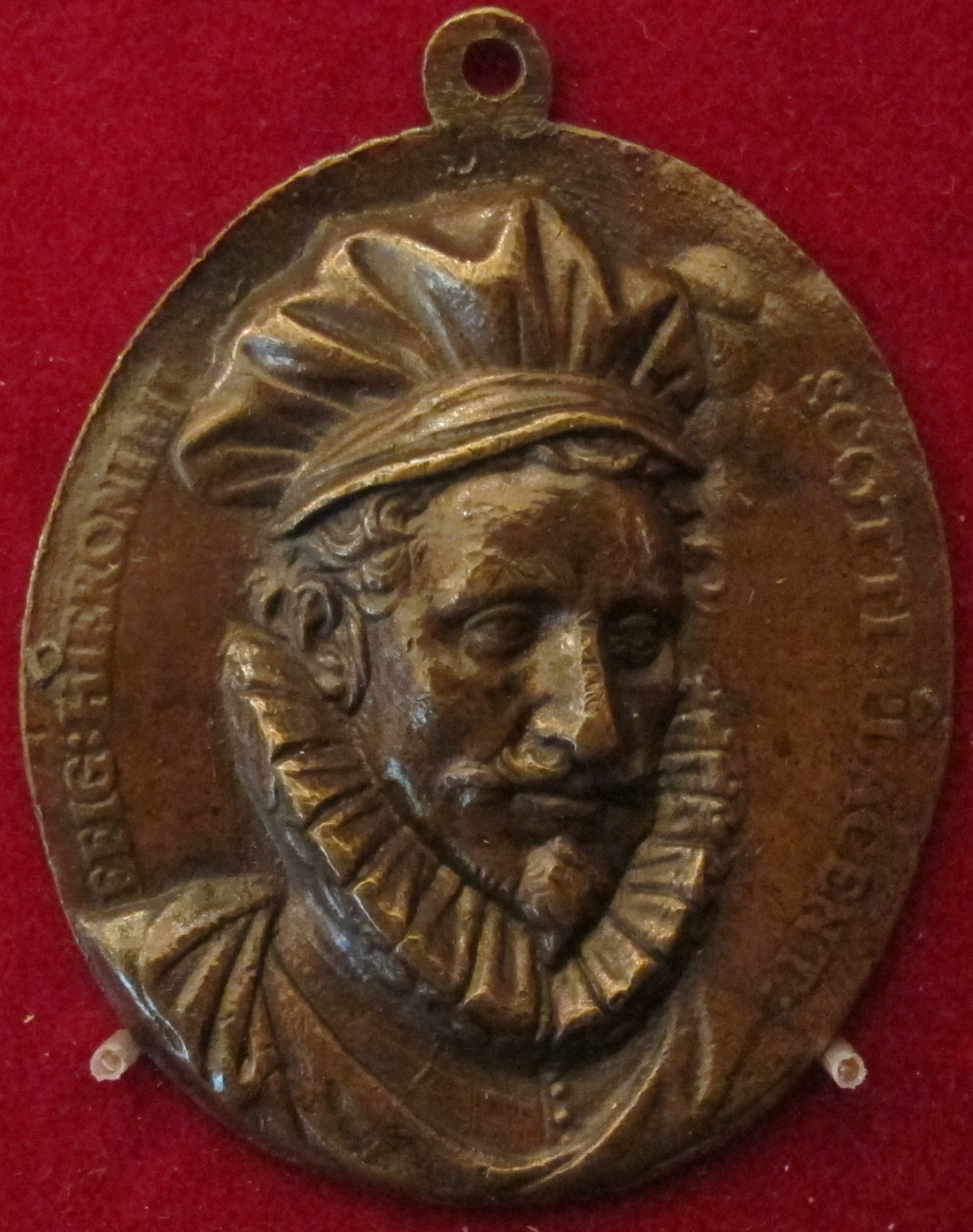
«Джироламо Скотті ді Пьяченца»
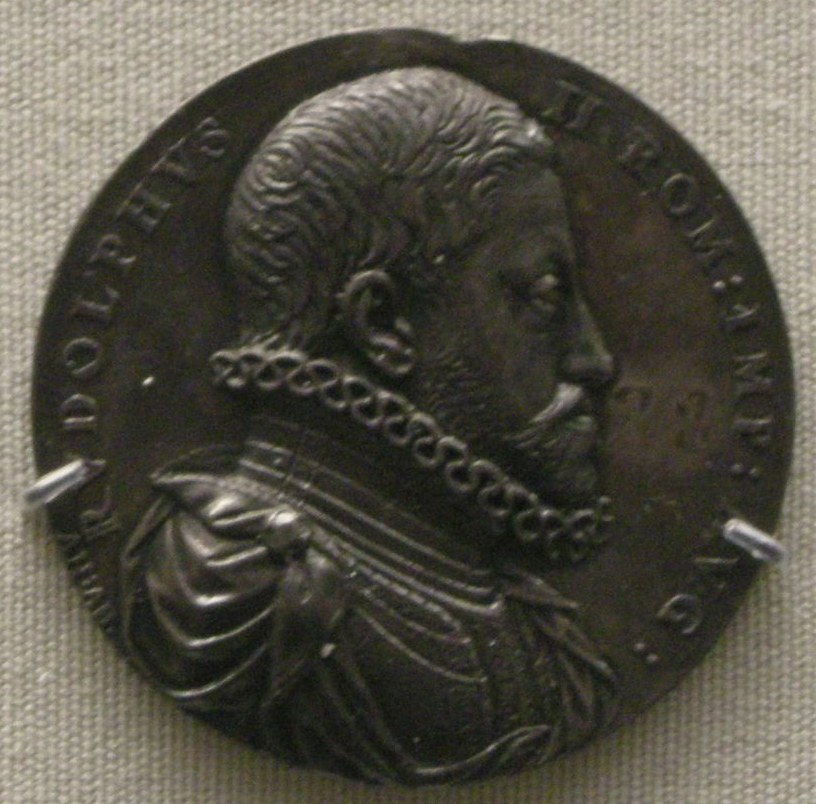
«Імператор Рудольф ІІ»
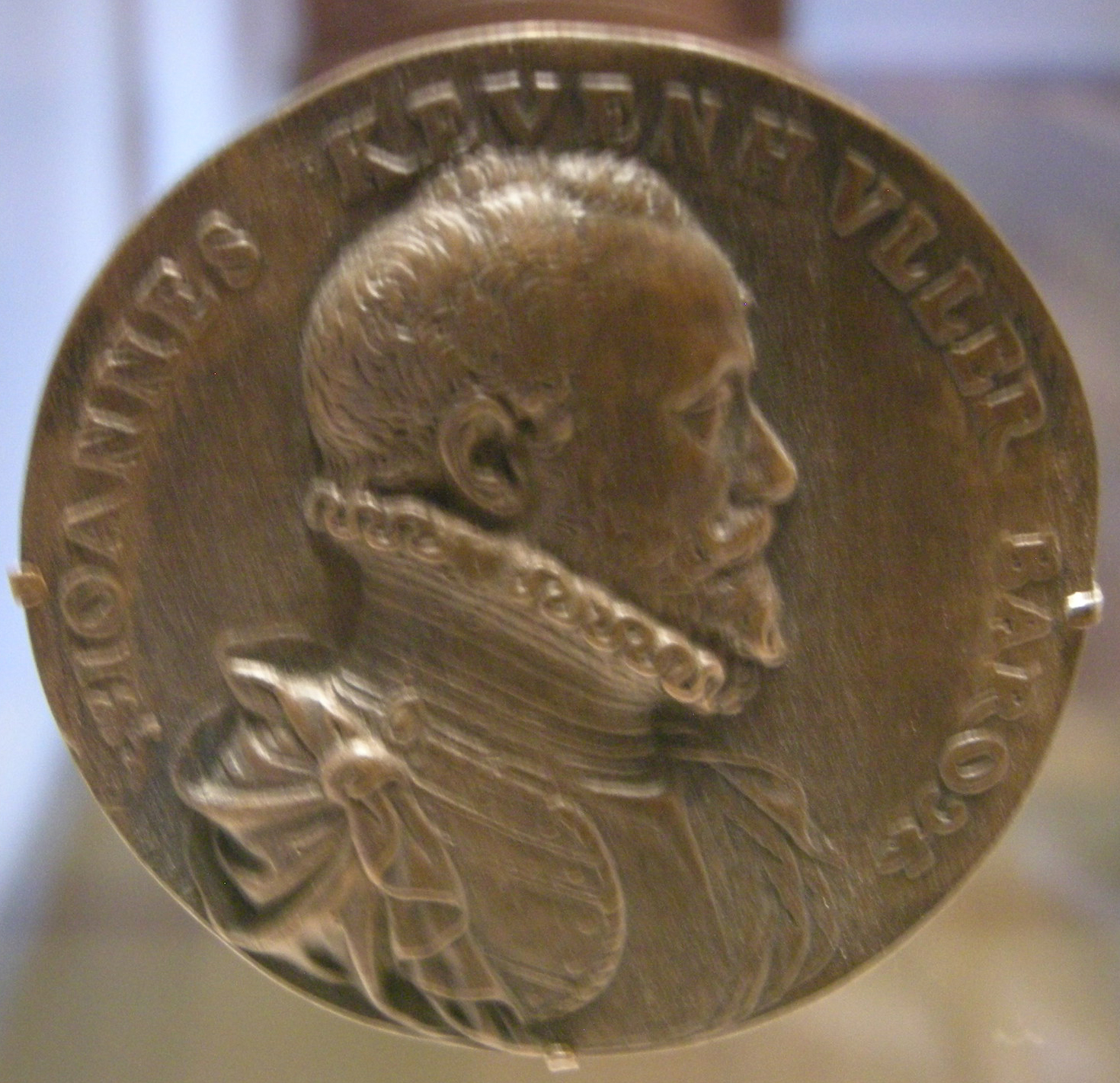
«Йоган Барон фон Кевенхюллер», 1571 р.
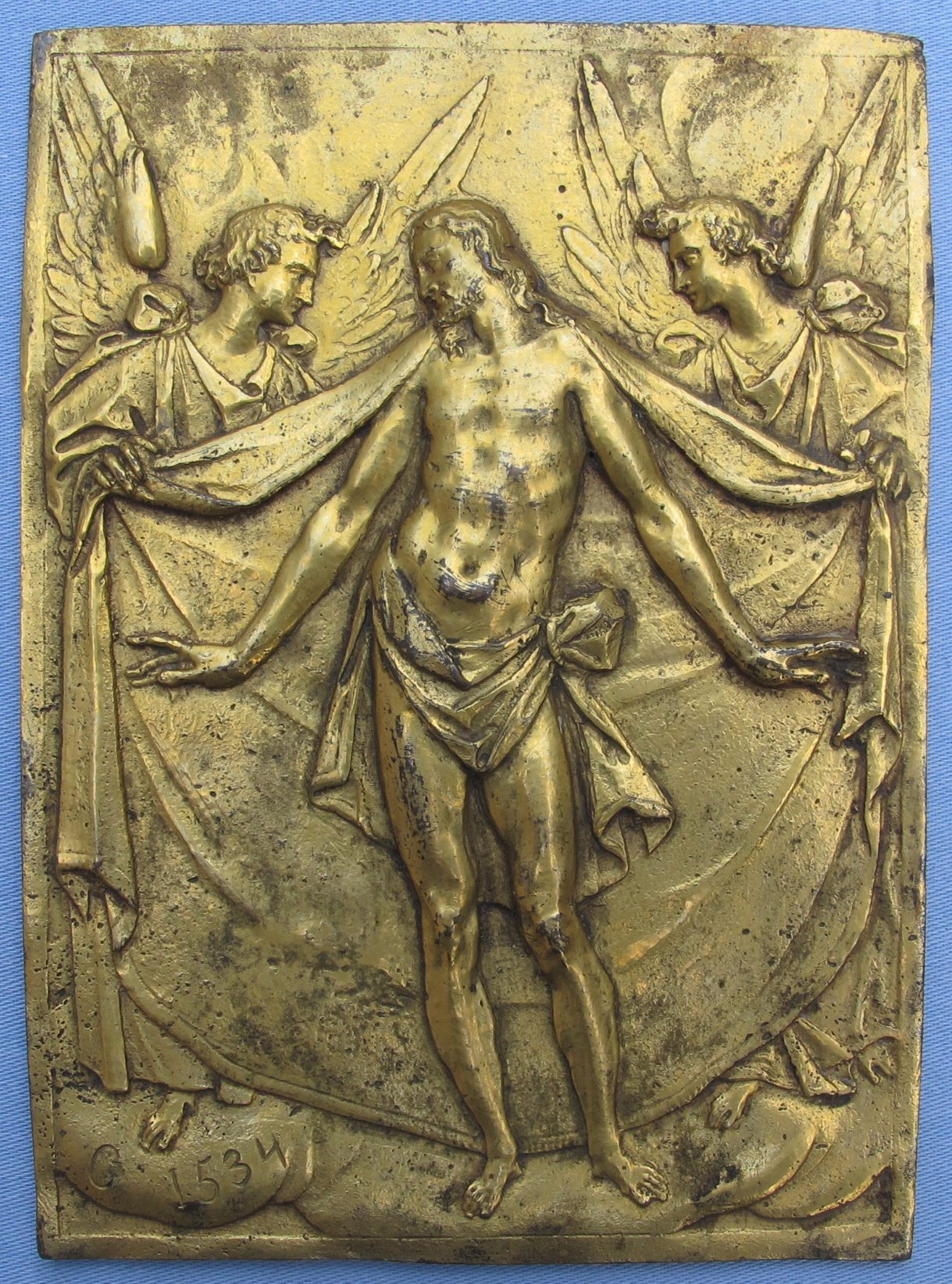
плакетка «П'єта з двома янголами», 1600 р.